# Nanowar of Steel
Nanowar of Steel är ett humoristiskt hårdrocksband, startat runt år 2003 i Italien. Deras ursprungliga namn, Nanowar, kommer från att ändra den första bokstaven på Manowar och deras musik kännetecknas av att parodiera och överdriva andra hårdrocksgruppers attityd, speciellt band som spelar power metal eller epic metal. Till exempel: Triumph of True Metal of Steel (parodi på Manowars skiva The Triumph of Steel), The Number of the Bitch (parodi på Iron Maidens The Number of the Beast), Blood of the Queens (parodi på Manowars Blood of the Kings) eller Master of Pizza (parodi på Metallicas Master of Puppets). Namnet byttes från Nanowar till det nuvarande efter att Rhapsodys namn ändrades till Rhapsody of Fire 2006. 

## Medlemmar
Nuvarande medlemmar
- Gatto Panceri 666 (Edoardo Carlesi) – basgitarr, bakgrundssång (2003– )
- Uinona Raider (Alessandro Milone) – trummor, bakgrundssång (2003– )
- Mohammed Abdul (Valerio Storch) – gitarr, bakgrundssång, keyboard (2003– )
- Potowotominimak (Carlo Alberto Fiaschi) – sång (2003–2004, 2005– )
- Baffo (Raffaello Venditti) – DJ, ljudeffekter (2005– )

Tidigare medlemmar
- Sir Daniel – rytmgitarr (2003)

Turnerande medlemmar
- Sgt. Sabbia (Pasquale – basgitarr (2015– )
- Lerd'rummer (Daniele Carbonera) – trummor (2006)
- Capt. Le Chuch (Simone D'Andrea) – basgitarr

## Diskografi
Demo
- 2003 – True Metal of the World
- 2003 – Triumph of True Metal of Steel

Studioalbum
- 2005 – Other Bands Play, Nanowar Gay!
- 2010 – Into Gay Pride Ride
- 2014 – A Knight at the Opera
- 2018 – Stairway To Valhalla

Livealbum
- 2007 – Made in Naples

EP
- 2016 – Tour-Mentone Vol. I

Singlar
- 2012 – "Giorgio Mastrota"
- 2013 – "Feudalesimo e libertà"
- 2018 – "The Call Of Cthulhu"
- 2019 – "Norwegian Reggaeton" (samarbete: Gigatron / Nanowar of Steel)
- 2019 – "Valhalleluja"